# Domingo Terradellas
Domingo Miguel Bernabé Terradellas, także Domènec, Domènech lub Domenico Terradeglias  (ochrzczony 13 lutego 1713 w Barcelonie, zm. 20 maja 1751 w Rzymie) – hiszpański kompozytor działający we Włoszech.

## Życiorys
Przypuszczalnie kształcił się w Barcelonie u Francisco Vallsa. W 1732 roku wyjechał do Neapolu, gdzie do 1738 roku studiował w Conservatorio dei Poveri di Gesù Cristo u Francesco Durantego. Jeszcze w czasie studiów wystawił w 1736 roku swoje oratorium Giuseppe riconosciuto. W 1743 roku odniósł sukces wystawioną w Rzymie operą Merope. Od 1743 do 1745 roku pełnił funkcję kapelmistrza w rzymskim kościele San Giacomo degli Spagnoli. W sezonie 1746–1747 przebywał w Londynie, gdzie był dyrektorem muzycznym King’s Theatre. Podczas podróży powrotnej na kontynent spotkał się z Jeanem-Jacques’em Rousseau, który wspomniał o tym spotkaniu w Lettre sur la musique françoise z 1753 roku. Brak udokumentowanych informacji na jego temat po 1747 roku, zmarł po powrocie do Włoch w nieznanych okolicznościach. Według uważanej współcześnie za niewiarygodną plotki miał zostać zamordowany na zlecenie zazdrosnego o jego sukcesy Niccolò Jommellego, a jego ciało wrzucono do Tybru.

## Twórczość
Twórczość operowa Terradellasa reprezentuje okres przedklasyczny w operze włoskiej, związana jest z kręgiem szkoły neapolitańskiej. Na pierwszy plan wysuwa się w niej dbałość o zachowanie dramaturgicznego wyrazu muzyki, podstawą schematu konstrukcyjnego są recytatyw i aria, typowe dla muzyki barokowej ornamenty zostają natomiast usunięte. Środki muzyczne w operach Terradellasa służą spotęgowaniu ekspresji, ostre zmiany metrum, tempa i trybu podkreślają muzyczne kontrasty między częściami.

## Wybrane kompozycje
(na podstawie materiałów źródłowych)

### Opery
- Astarto (wyst. Rzym 1739)
- Gli intrighi delle cantarine (wyst. Neapol 1740)
- Issipile (wyst. Florencja 1741 lub 1742)
- Merope (wyst. Rzym 1743)
- Artaserse (wyst. Wenecja 1744)
- Semiramide riconosciuta (wyst. Florencja 1746)
- Mitridate (wyst. Londyn 1746)
- Bellerofonte (wyst. Londyn 1747)
- Didone abbandonata (wyst. Turyn 1750)
- Imeneo in Atene (wyst. Wenecja 1750)
- Sesostri re d’Egiito (wyst. Rzym 1751)

### Oratoria
- Giuseppe riconosciuto (wyst. Neapol 1736)
- Ermenegildo martire (wyst. Neapol 1739)